# Giulio Adamoli
Pour les articles homonymes, voir Adamoli.
Giulio Adamoli (né à Besozzo le 29 février 1840, mort au Caire le 25 décembre 1926) est un ingénieur, patriote et homme politique italien.

## Biographie
En 1857, Giulio Adamoli s'inscrit à la faculté de mathématiques de l'Université de Pavie, et au cours ces années, il se lie d'amitié avec Benedetto Cairoli. Il participe à la Seconde Guerre de l'indépendance italienne de 1859 en tant que bénévole dans le 1er régiment Grenadiers de Sardaigne.
Sous-Lieutenant en janvier 1860, il démissionne de l'armée afin de rejoindre en mai Giuseppe Garibaldi en Sicile par l'expédition organisée par Agostino Bertani et commandé par Carmelo Agnetta. Il fait toute la campagne se distinguant dans les batailles de San Leucio et de Sant'Angelo. Après l'expédition, il se consacre à l'ingénierie, participant à la construction de la voie ferrée Milan-Pavie.
En 1862 il est de nouveau avec Garibaldi à la bataille de l'Aspromonte et 1866, avec le 2e bataillon de bersaglier milanais, il combat à Vezza d'Oglio obtenant une médaille d'argent. Le conflit à peine terminé, il fait un court voyage politique aux États-Unis avec les lettres de présentation de Giuseppe Mazzini et de Garibaldi.
En septembre 1867 il est à Genève avec Garibaldi à la conférence de la paix, et la même année, il participe à la bataille de Mentana. De juin 1869 à octobre 1870 il fait un voyage dans la steppe du Kirghizistan et du Turkestan, pour étudier les systèmes de production des vers à soie. En 1876 il se rend au Maroc, sous l'égide de la Société Géographique italienne, pour étudier la situation économique du pays et l'éventuelle installation de fermes sur la côte atlantique.
Élu député la même année, il est nommé sénateur le 19 novembre 1898. Il devient sous-secrétaire au Ministère des Affaires étrangères dans le gouvernement Crispi III. De 1907 et pendant vingt ans, il est commissaire de la caisse des dettes publiques en Égypte, favorisant les intérêts de la colonie italienne. Il réalise de nombreux voyages le long du Nil et à proximité du Proche-Orient. Il se consacre aussi à des études sur l’ingénierie portuaire.

## Ses écrits
- (it) Da San Martino a Mentana - Ricordi di un volontario garibaldino, Fratelli Treves Editori, Milan, 1902
- (it) Episodi vissuti, Istituto Editoriale Cisalpino, Varese, 1929 (postumo)
- (it) Sono in America!: le lettere di Giulio Adamoli al padre, Boston, 1866-1867, Insubria University Press, Varese, 2005 (par Renzo Dionigi)

## Distinctions
- Commandeur de l'Ordre de la Couronne d'Italie en 1879
- Commandeur de l'Ordre des Saints-Maurice-et-Lazare le 13 décembre 1891
- Grand officier de l'Ordre des Saints-Maurice-et-Lazare le 2 août 1907

## Sources
- (it) Cet article est partiellement ou en totalité issu de l’article de Wikipédia en italien intitulé « Giulio Adamoli » (voir la liste des auteurs).